# Eumorpha eacus
Eumorpha eacus är en fjärilsart som beskrevs av Pieter Cramer 1780. Eumorpha eacus ingår i släktet Eumorpha och familjen svärmare. Inga underarter finns listade i Catalogue of Life.

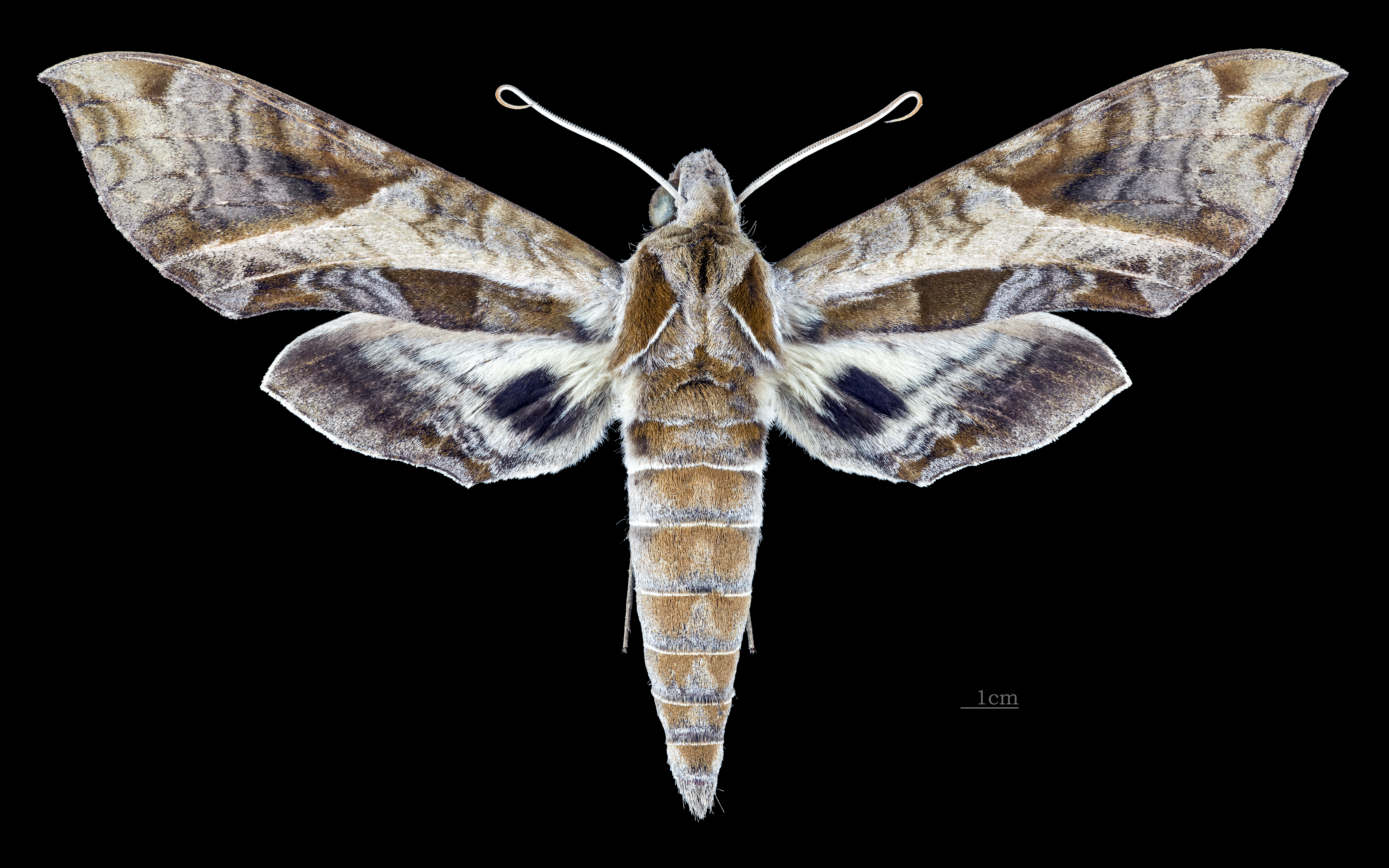
Eumorpha megaeacus  ♀
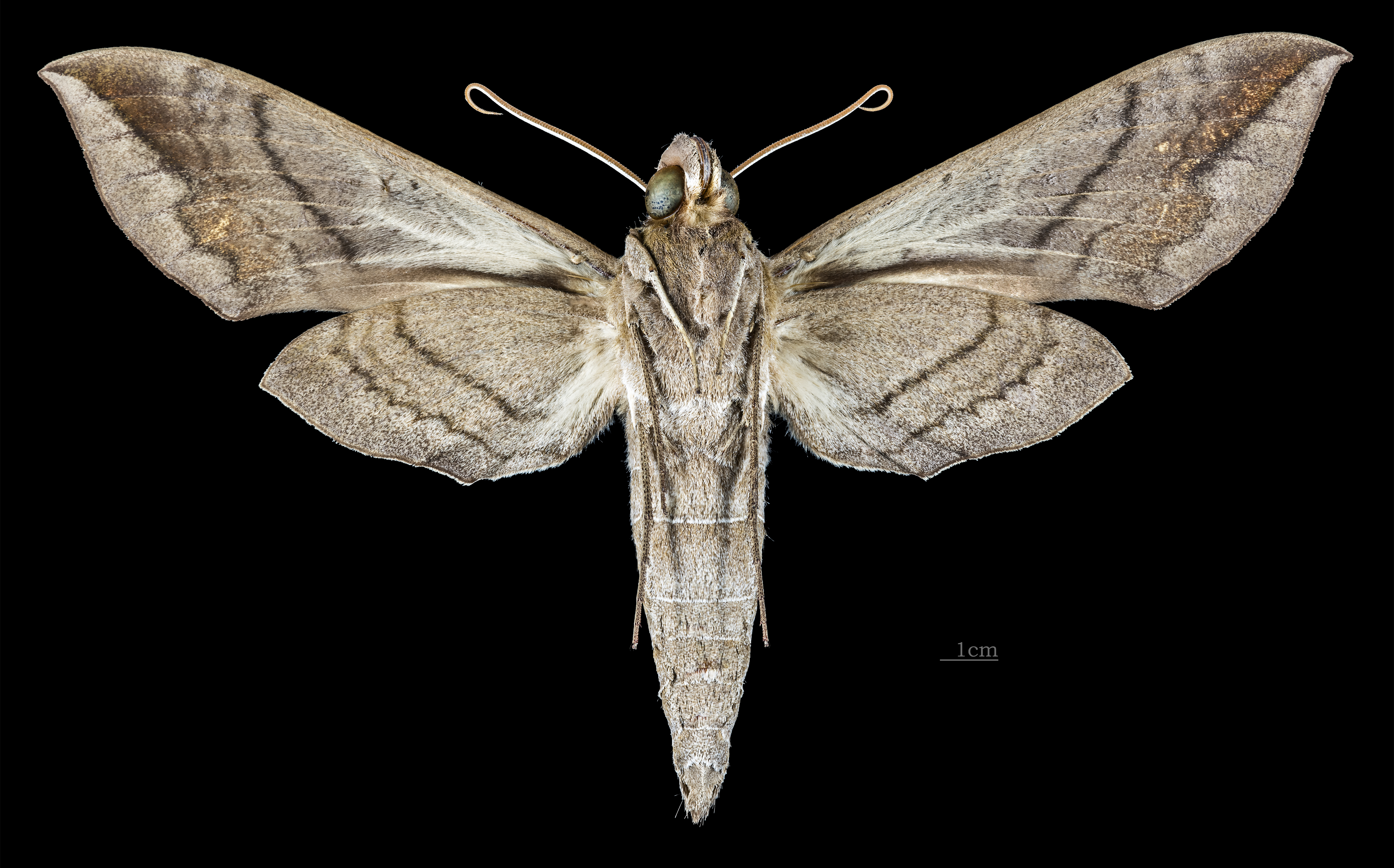
Eumorpha megaeacus    ♀ △